# Лучиди, Эваристо
Эваристо Лучиди (итал. Evaristo Lucidi; 4 октября 1866, Монтефранко, Папская область — 31 марта 1929, Рим, королевство Италия) — итальянский куриальный кардинал и папский сановник. Секретарь Верховного Трибунала Апостольской Сигнатуры с 8 декабря 1916 по 20 декабря 1923. Кардинал-дьякон с 20 декабря 1923, с титулярной диаконией Сант-Адриано-аль-Форо с 23 декабря 1923.